# Conciergerie
La Conciergerie è un palazzo storico di Parigi inglobato nel grande complesso del Palazzo di Giustizia, situato nella parte settentrionale dell'Île de la Cité, nei pressi della Sainte-Chapelle, nel I arrondissement.
È ciò che attualmente rimane dell'antico Palais de la Cité, la residenza dei re di Francia dal X al XIV secolo. Un'altra parte è attualmente il Palazzo di Giustizia di Parigi.

## Storia e descrizione

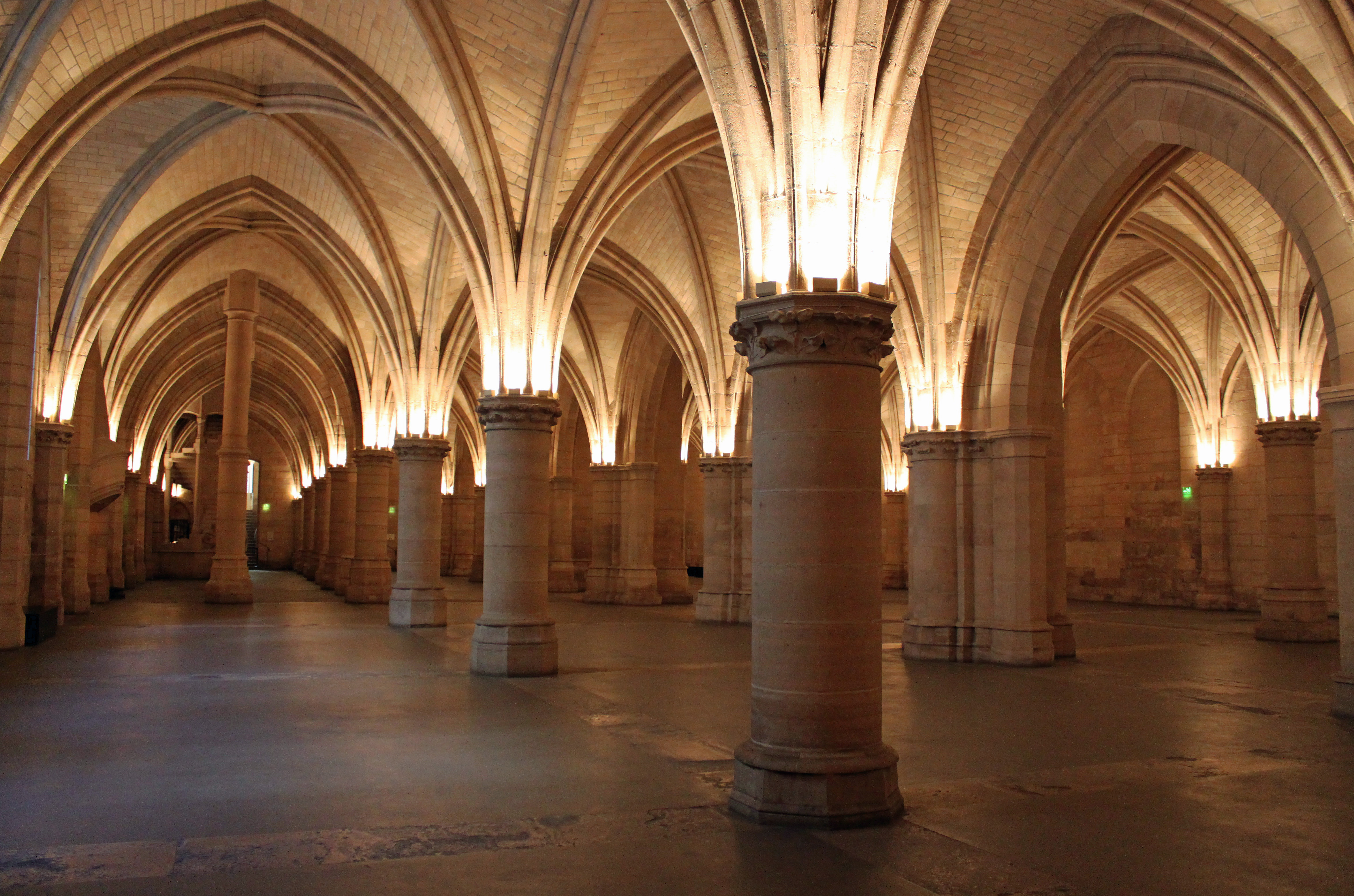
la gotica Salle des Gens d'Armes

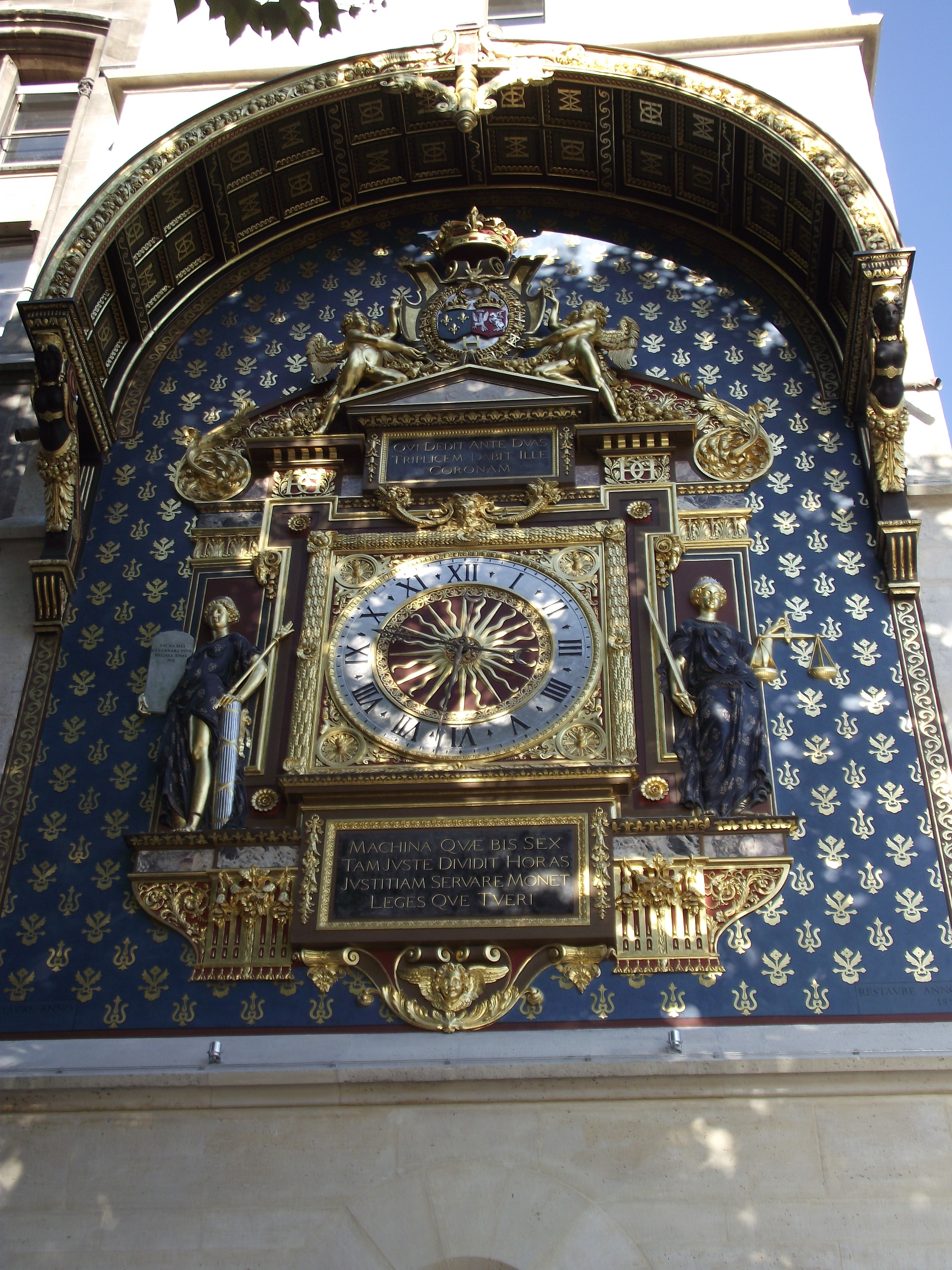
l'Orologio del 1370 col quadrante del 1585

La Conciergerie faceva originariamente parte del palazzo di Re Filippo IV. Era una sezione delimitata del palazzo, controllata da una persona di alto rango, il concierge o custode del palazzo reale. Il pian terreno, costruito durante il regno di Filippo, è dominato dalla Salle des Gardes e dalla Salle des Gens d'Armes, le quali sono un eccezionale esempio di architettura medievale. La seconda, particolarmente impressionante, misura ben 69 metri di lunghezza, 27 di larghezza e 8 d'altezza, divisa in quattro navate, era utilizzata come sala da pranzo per le 2.000 persone che lavoravano a palazzo; essa era riscaldata con quattro grossi camini e illuminata da numerose finestre e vi si tenevano anche i banchetti reali e i procedimenti giudiziari. La vicina sala delle guardie, divisa in due navate da tre massicci pilastri, era usata come anticamera per la Sala Grande, dove il Re partecipava al lit de justice (una sessione del parlamento in presenza del Re). Al piano superiore vi erano gli Appartamenti reali, andati distrutti da un incendio nel 1618.
In seguito alla Grande Jacquerie del 22 febbraio 1358 guidata da Étienne Marcel, nel corso della quale i borghesi di Parigi in armi invasero la reggia, Carlo V decise di abbandonarla per trasferirsi sulla rive droite nel Palazzo Saint-Pol. Al Palais de la Cité mantenne il Parlamento, la Camera dei Conti e la Cancelleria, nominandovi un concierge (cioè un custode, o, come pure si può tradurre in italiano, un consergio). Nel 1391 la Conciergerie fu convertita in prigione, dove erano rinchiusi sia detenuti comuni che politici. Così come nelle altre prigioni dell'epoca il trattamento dei reclusi dipendeva dalla loro ricchezza, dal loro status sociale e dalle loro conoscenze: i più abbienti o influenti avevano una loro cella con un letto, una scrivania e materiale per leggere e scrivere; i prigionieri meno agiati, ma che potevano permettersi una spesa, avevano a disposizione delle celle arredate chiamate pistoles, dotate di un letto rozzo e, a volte, di un tavolo; i più poveri, conosciuti come pailleux - dal fieno (paille) sul quale dormivano, erano confinati al buio, all'umido, in celle infestate dai vermi chiamate oubliettes (letteralmente "luoghi dimenticati").
Durante la rivoluzione francese centinaia di detenuti furono imprigionati presso la Conciergerie, per essere successivamente ghigliottinati nelle varie piazze cittadine. Fra loro si ricordano Danton, Robespierre, André Chénier. L'ospite più illustre fu senza alcun dubbio la regina Maria Antonietta.
Della Conciergerie medievale sopravvivono ancora oggi quattro torri: la Tour Bonbec, che deve il suo nome alla camera delle torture che ospitava, nella quale le vittime erano incoraggiate a "cantare", le vicine Tour de César (Torre di Cesare), in onore del dittatore romano, e Tour d'Argent Torre d'Argento, così chiamata per il presunto utilizzo come magazzino del tesoro reale; e la Tour de l'Horloge, alta 47 metri, eretta all'angolo nel 1350-53 come torre di guardia del palazzo e in seguito divenuta torre civica. Nel 1370 Carlo V dotò la torre del primo orologio pubblico di Parigi, e uno dei primi orologi meccanici al mondo, costruito dal lorenese Henri de Vic. Un primo quadrante venne aggiunto nel 1418 e nel 1585 il re Enrico III fece realizzare l'attuale, prezioso quadrante dallo scultore Germain Pilon. Le grandi figure allegoriche rappresentano la Legge e la Giustizia; rovinate dalla rivoluzione francese, vennero restaurate nel 1852. L'orologio venne di nuovo restaurato nel 1909 e l'ultima doratura venne eseguita nell'estate 2012.

## La Conciergerie e la Rivoluzione Francese

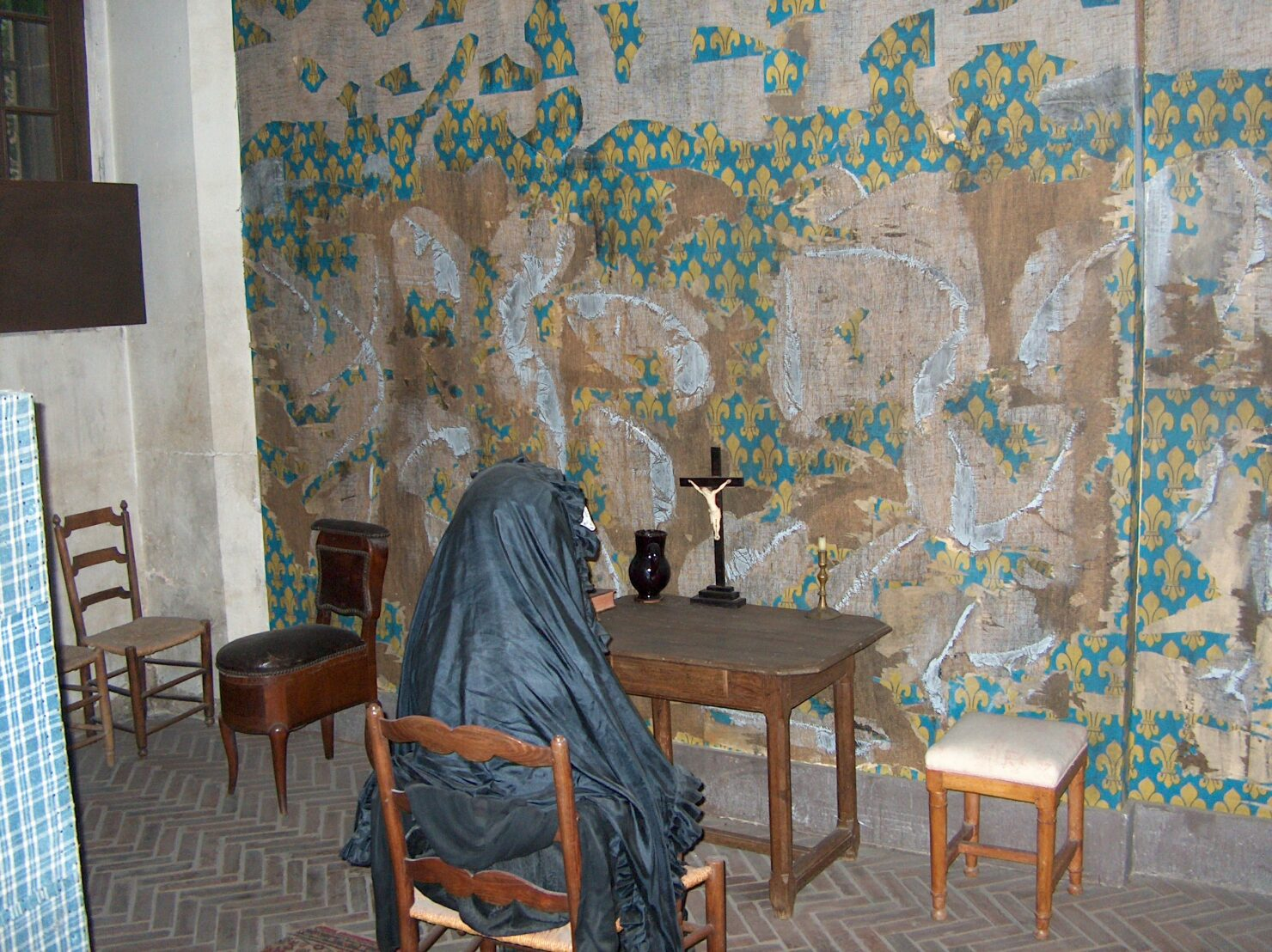
Ricostruzione della cella di Maria Antonietta.

La sinistra reputazione che la Conciergerie aveva acquistato nel medioevo si accrebbe quando divenne famosa come "anticamera della ghigliottina" durante il Terrore, fase più sanguinosa della rivoluzione francese. Nell'edificio venne dislocata la sede del Tribunale dei Rivoluzionari, nonché quella della prigione dov'erano detenuti i condannati di esso (ed in cui sarebbero stati rinchiusi all'incirca 1.200 prigionieri contemporaneamente).
Il tribunale si riunì in seduta nella Sala Grande tra il 2 aprile 1793 e il 31 maggio 1795 e condannò alla ghigliottina circa 2.600 prigionieri. Le sue regole erano molto semplici. Erano possibili solo due tipi di sentenze: una dichiarazione di innocenza o una sentenza di morte; nella maggior parte dei casi era la seconda ad essere scelta. Tra i prigionieri (e vittime) più famosi troviamo la regina Maria Antonietta, il poeta Andrea Chénier, Charlotte Corday, Madame Elisabetta – sorella del re Luigi XVI – la contessa du Barry e i Girondini, i quali furono condannati da Georges Danton, che successivamente fu condannato da Robespierre, a sua volta condannato e giustiziato.
Le vittime ascoltavano questi processi farsa e le sentenze nell'attiguo palazzo di giustizia, dopodiché attraversavano la Salle Saint-Louis, che per questo assunse il soprannome di Salle des Pas Perdus (letteralmente "Sala dei passi perduti"), il cui nome allude alle vane speranze di coloro che attendevano il processo. Le esecuzioni avvenivano nell'attuale "Place de la Concorde", l'antica "Place Louis XV", ribattezzata durante gli anni della rivoluzione "Place de la Revolution".
Dopo la Restaurazione nel XIX secolo, la Conciergerie continuò ad essere utilizzata come prigione per detenuti importanti: il più noto fu Napoleone III. La cella di Maria Antonietta, per volere del re Luigi XVIII, fu convertita nel 1815 in una cappella dedicata alla sua memoria, e possiamo osservare una ricostruzione della stessa con arredi d'epoca e manichini. A metà del XIX secolo La Conciergerie e il Palais de Justice subirono notevoli cambiamenti, i quali alterarono completamente l'aspetto degli edifici. Se prima apparivano come una fortezza medievale, attualmente hanno l'aspetto di un edificio del 1858.
Dal 1914 è stata aperta al pubblico come monumento storico nazionale. Attualmente è un'attrazione turistica popolare, nonostante l'accesso al pubblico sia consentito solo in una parte relativamente piccola dell'edificio; la restante parte è utilizzata dal palazzo di Giustizia di Parigi, in cui hanno sede la Corte d'Appello e la Corte di Cassazione.

## Galleria d'immagini

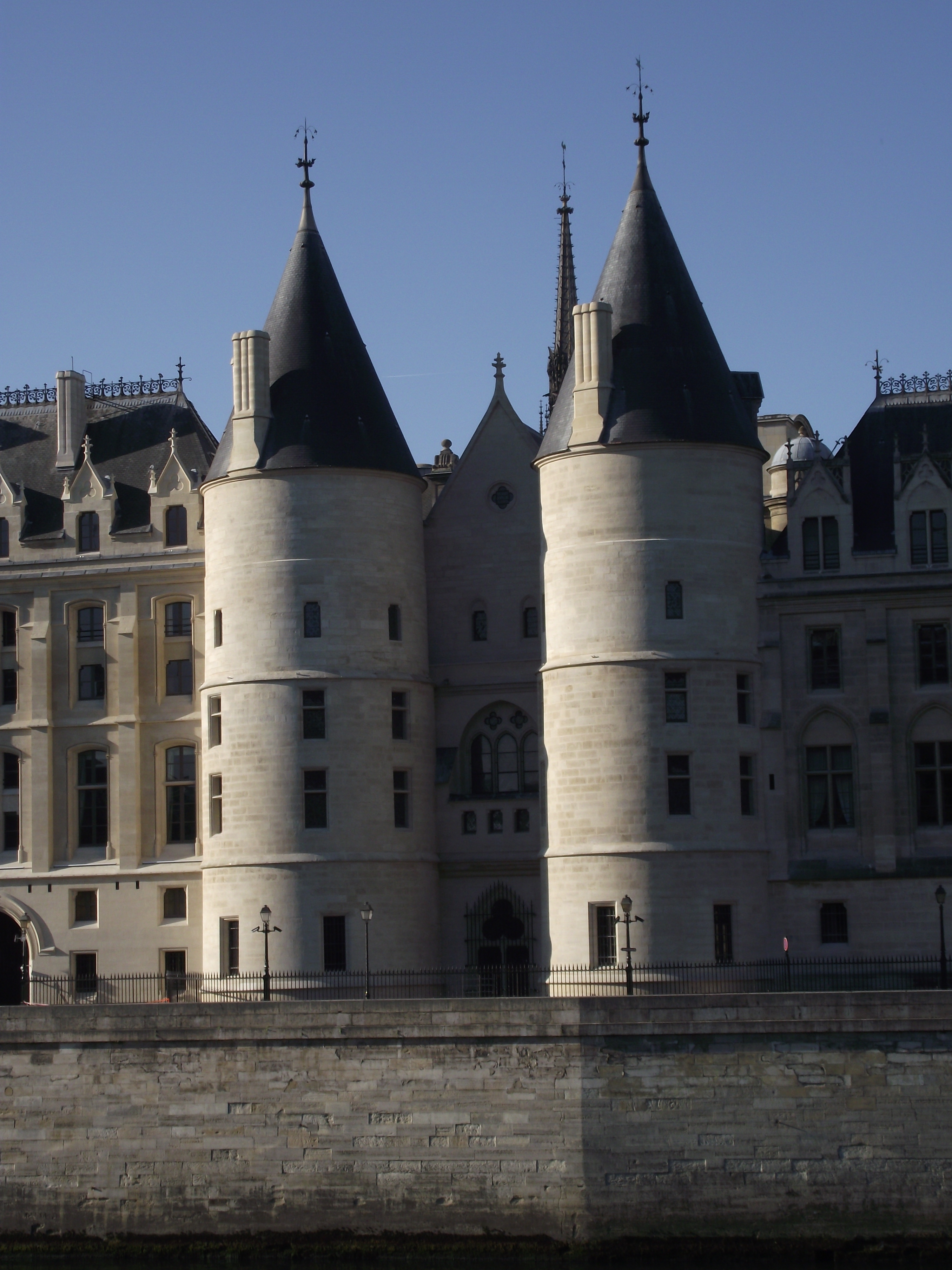
Le Tour de César e d' Argent.
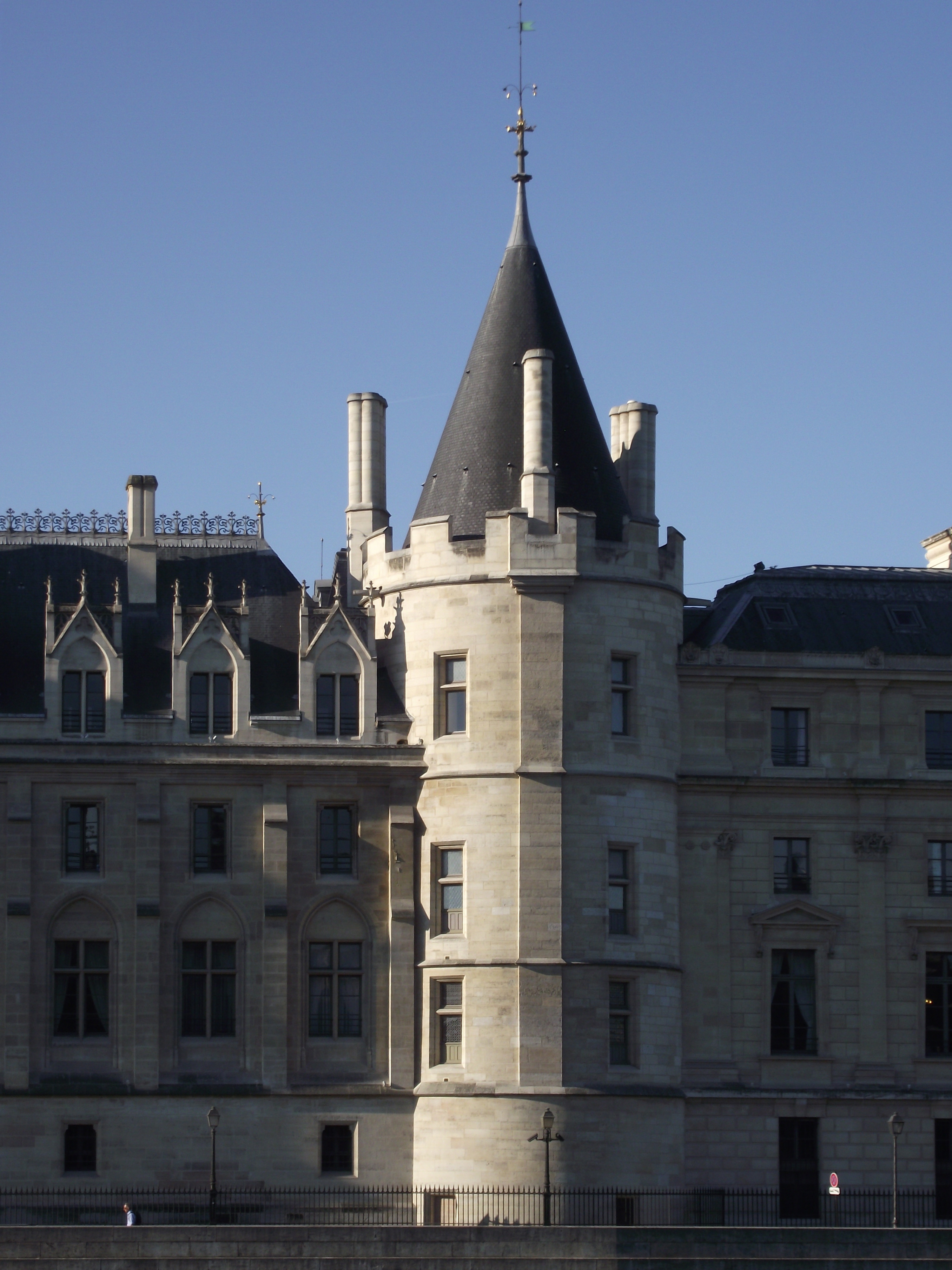
La Tour Bonbec.
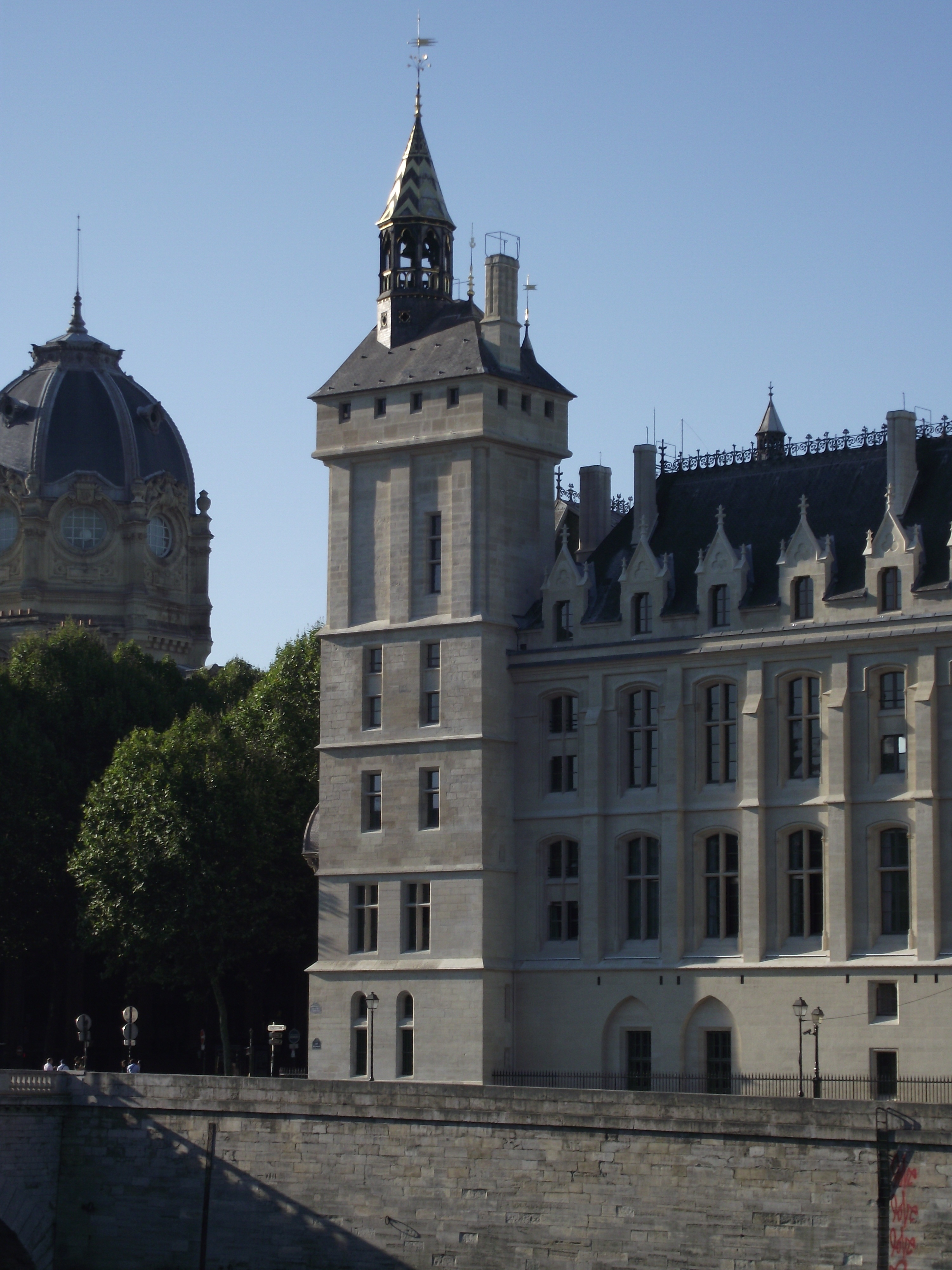
La Tour de l'Horloge.